# NGC 4801
NGC 4801 (другие обозначения — MCG 9-21-60, ZWG 270.30, NPM1G +53.0141, PGC 43946) — эллиптическая галактика (морфологический тип E) в созвездии Большой Медведицы. Открыта Уильямом Гершелем в 1789 году.
Этот объект входит в число перечисленных в оригинальной редакции «Нового общего каталога».
Галактика является одним из наиболее отдалённых объектов, открытых Гершелем. На фотографиях видно вытянутое ядро и менее яркие оконечности, ориентированные с восток-юго-востока на запад-северо-запад. Эта галактика является самой большой и яркой среди множества очень слабых галактик в данном поле, которые, вероятно, находятся за пределами возможностей для визуального наблюдения даже с помощью самых крупных любительских телескопов. При визуальном наблюдении в любительский телескоп на среднем увеличении NGC 4801 видна как очень слабая галактика, которую трудно различить прямым взглядом, — это небольшое, почти круглое пятно света, более яркое в центре, с размытой внешней оболочкой. Радиальная скорость: 16 232 км/с. Расстояние: 725 млн световых лет. Диаметр: 190 тыс. световых лет.
Образует физическую пару с эллиптической галактикой LEDA 3402741, находящейся к югу на угловом расстоянии около 49′. Обладает активным ядром типа LINER.